# Septocystyda

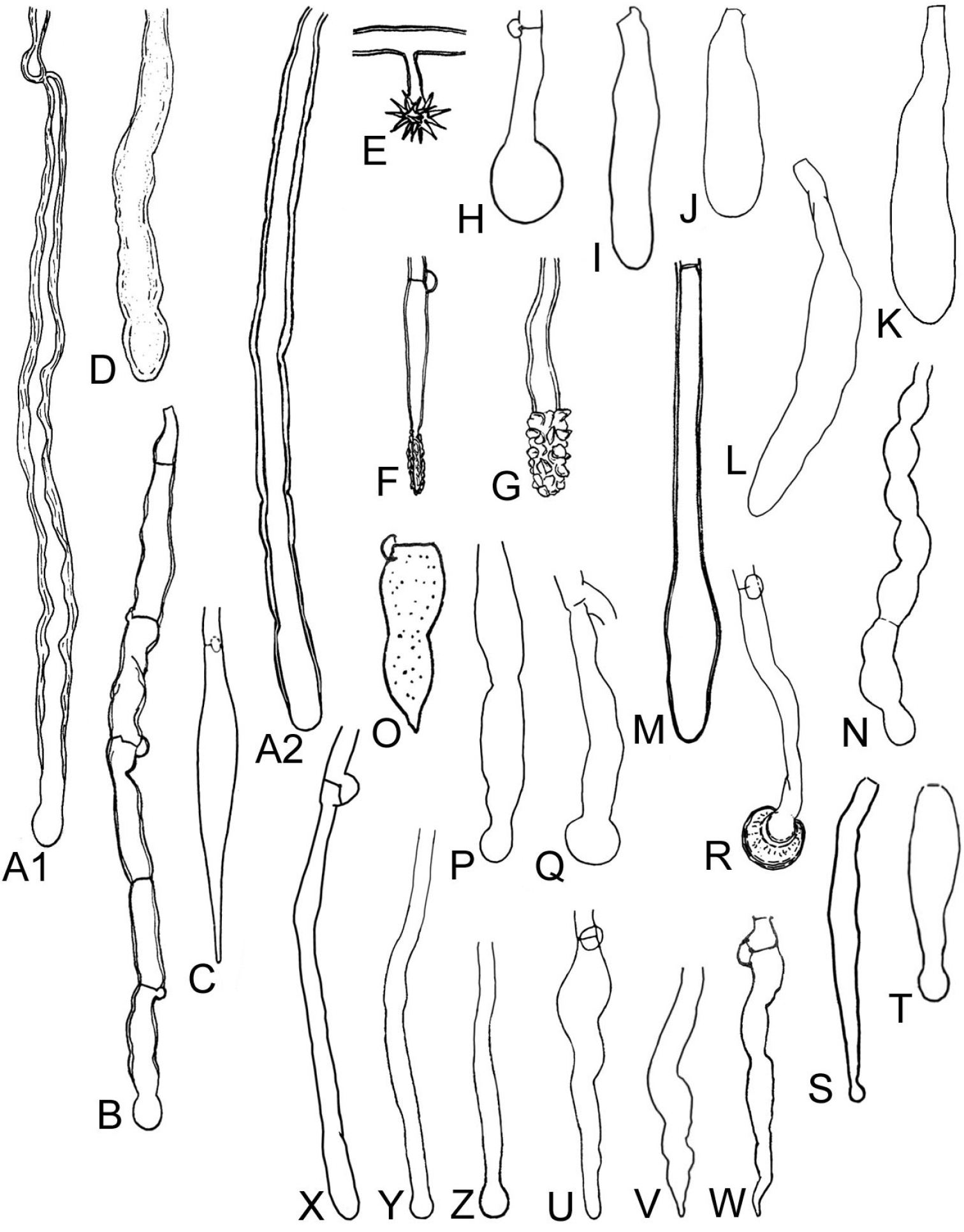
A – tramacystyda, A2 – tramacystyda rurkowata, B – tramacystyda septowana, C – hastocystyda, D – gleocystyda, E – astrocystyda, F – lagenocystyda, lamprocystyda

Septocystyda (łac. septocystidium, l.mn. septocystidia) – rodzaj pseudocystyd występujący u niektórych gatunków grzybów. Są to strzępki wyrastające z subhymenium lub tramy i przerastające daleko ponad hymenium. Zaliczane są do cystyd, ale zachowują pewne cechy strzępek. Podobnie jak strzępki są podzielone septami, ale zwykle mają większą od strzępek średnicę i grubsze ściany niż strzępki generatywne. Czasami wierzchołkowe części septocystyd są pokryte kryształkami lub inkrustowane. Septocystydy o wyraźnie pogrubionych ścianach noszą nazwę tramacystyd septowanych lub szkieletocystyd septowanych.
Septocystydy występują np. w rodzinie powłocznikowatych (Corticiaceae) i u niektórych innych grzybów kortycjoidalnych